# No Dice
No Dice è un album in studio del gruppo musicale britannico Badfinger, pubblicato nel 1970 per la Apple Records.

## Tracce
Side 1
1. I Can't Take It – 2:57
2. I Don't Mind – 3:15
3. Love Me Do – 3:00
4. Midnight Caller – 2:50
5. No Matter What – 3:01
6. Without You – 4:43

Side 2
1. Blodwyn – 3:26
2. Better Days – 4:01
3. It Had to Be – 2:29
4. Watford John – 3:23
5. Believe Me – 3:01
6. We're for the Dark – 3:55

## Formazione
- Pete Ham – chitarra, piano, voce
- Tom Evans – basso, voce
- Joey Molland – chitarra, voce
- Mike Gibbins – batteria